# Domácí řád vendické koruny
Domácí řád vendické koruny (německy Hausorden der Wendischen Krone) je meklenburský řád, jenž byl založen roku 1864. Udílen byl dvěma velkovévody, meklenbursko-zvěřínským a meklenbursko-střelickým.

## Historie
Meklenburští vévodové a jejich příbuzní byli často držiteli dánských, pruských a ruských vyznamenání. Domácí politika nevyžadovala existenci rytířského řádu a oba státy patřily k nejméně rozvinutým zemím Německé říše. Neexistoval zde téměř žádný kulturní, vědecký či ekonomický rozvoj, který by bylo potřeba ocenit pomocí udělení řádu. K potřebám velkovévodství stačily medaile, například Zlatá medaile za vědu a umění z roku 1815. Dvorní řády, Řád Virtuti Constanti z roku 1705, Řád věrnosti a vytrvalosti z roku 1745 a Řád Chêne et du Tombeau z roku 1748 se v té době již nepoužívaly.
Během napoleonských válek a zejména v roce 1813 byla v Meklenbursku založena některá pamětní válečná ocenění jako Pamětní válečná mince 1808–1815, ale neexistoval zde systém pamětních medailí či medailí za odvahu, jež by byly udíleny vojákům. Teprve roku 1841 vznikl meklenbursko-zvěřínský Vojenský záslužný kříž a Důstojnický kříž za službu. Ten byl udílen po 25, 30, 35, 40, 45, 50, 55, 60 a 65 letech služby. Později téhož roku byl založen další služební kříž, jenž byl udílen poddůstojníkům a vojákům.
Jak rostl počet řádů v Evropě a rozvíjely se i diplomatické vazby, souhlasili v roce 1835 oba velkovévodové se založením Řádu vendické dynastie. Řádové odznaky měly nést motiv gryfa. Navzdory propracovaným stanovám a navrhovanému vzhledu nebyl řád vytvořen.
K založení řádu došlo až o dvacet devět let později. Řád byl založen dne 12. května 1864 velkovévodou meklenbursko-zvěřínským Bedřichem Františkem II. a velkovévodou meklenbursko-střelickým Fridrichem Vilémem, kteří svůj původ odvozovali od středověkého knížete Obodritů Niklota. V té době v Evropě existovalo již několik podobných dynastických řádů. V roce 1858 byl založen nizozemským králem a nasavským vévodou Nasavský domácí řád zlatého lva. Nebo v roce 1833 byl založen Vévodský sasko-ernestinský domácí řád, jenž založili vévodové sasko-altenburský, sasko-kobursko-gothajský a sasko-meiningenský.
Aby mohl být tento řád udílen prostému lidu, byly v roce 1864 zavedeny i dva záslužné kříže, zlatý a stříbrný.
Řád byl udílen do roku 1918. Po abdikaci posledního velkovévody byl v témže roce zrušen.

## Pravidla udílení
Počty udílených vyznamenání v jednotlivých třídách byly omezeny. Do celkového počtu oceněných se nepočítali členové obou velkovévodských dynastií ani cizinci. Počet udělených záslužných křížů nebyl omezen. Někdy oba velkovévodové udělili řád společně, ale většinou byl udělen pouze jedním z nich.
Existovala i dámská verze s brilianty. Tato dekorace je vzácná, byla udělena pouze patnáctkrát. Tyto insignie byly zdobeny drahými kameny. Mezi vyznamenanými byla i nizozemská královna Vilemína a Emma Waldecko-Pyrmontská, meklenburská vévodkyně Cecílie Meklenbursko-Zvěřínská či vévodkyně ze Södermanlandu a kněžna Putyatinová Marie Pavlovna Ruská. Ženy nosily řádový odznak na stužce uvázané do mašle na levém rameni. Ženy mohly do řádu vstoupit ve třídě velkokříže nebo velkokomtura.
Podmínkou pro udělení vyznamenání bylo křesťanské vyznání. Toto pravidlo však v případě udělení Domácího řádu vendické koruny osmanskému sultánu Abdulazizovi bylo ignorováno.

## Třídy

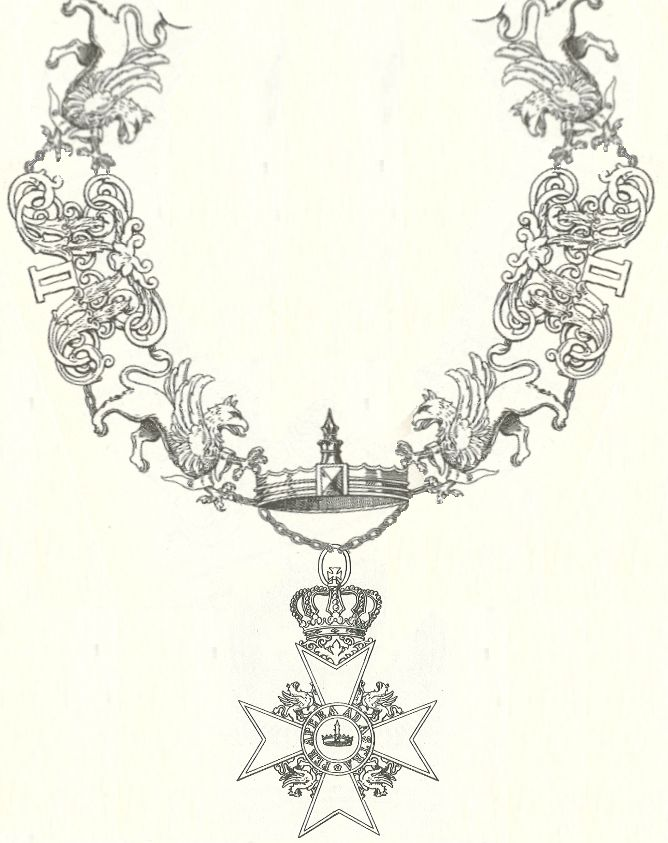
Řádový řetěz

Řád byl udílen ve čtyřech třídách. Náležely k němu také dvě záslužné medaile.
- velkokříž (ve dvou podtřídách) – Řádový odznak se nosil na široké stuze spadající z pravého ramene na protilehlý bok. Osmicípá řádová hvězda se nosila nalevo na hrudi. Počet žijících členů této třídy byl v případě Meklenbursko-zvěřínského velkovévodství omezen na 10, v případě Meklenbursko-střelického velkovévodství na 3. Tato třída mohla být udělena pouze osobám, kterým náležel titul Excelence.
  - s korunou v rudě
  - s korunou ve zlatě
- velkokomtur – Řádový odznak se nosil na stuze kolem krku. Řádová hvězda ve tvaru diamantu se nosila nalevo na hrudi. Počet žijících členů této třídy byl v případě Meklenbursko-zvěřínského velkovévodství omezen na 25, v případě Meklenbursko-střelického velkovévodství na 6. Tato třída mohla být udělena osobám minimálně s hodností generálmajora.
- komtur – Řádový odznak se nosil na stuze kolem krku. Řádová hvězda této třídě již nenáležela. Počet žijících členů této třídy byl v případě Meklenbursko-zvěřínského velkovévodství omezen na 55, v případě Meklenbursko-střelického velkovévodství na 10.
- rytíř/dáma – Řádový odznak se nosila na stužce nalevo na hrudi. Počet žijících členů této třídy byl v případě Meklenbursko-zvěřínského velkovévodství omezen na 80, v případě Meklenbursko-střelického velkovévodství na 20.
- zlatý záslužný kříž
- stříbrný záslužný kříž

## Insignie
Řádový odznak má tvar bíle smaltovaného maltézského kříže. Mezi rameny je zlatý gryf, který je heraldickým motivem spojeným s Meklenburskem. Uprostřed je kulatý modře smaltovaný medailon se zlatou vendickou korunou. Medailon je obklopen červeně smaltovaný kruhem se zlatým nápisem PER ASPERA AD ASTRA (v případě Meklenbursko-Zvěřínska) a AVITO VIRET HONORE (v případě Meklenbursko-Střelicka).
Řádová hvězda je v případě velkokříže osmicípá, v případě velkokomtura čtyřcípá ve tvaru diamantu. V obou případech je stříbrná. Uprostřed je medailon, jež je stejný jako u řádového odznaku.
Řádový řetěz se skládá z ústředního článku ve tvaru vendické koruny a článků ve tvaru gryfa, které se střídají se články ve tvaru monogramů velkovévody.
Zlatý a stříbrný záslužný kříž má stejnou podobu jako řádový odznak ve třídě rytíře, nejsou však smaltované.
Stuha řádu je světle modrá. Oba okraje jsou lemovány žlutým a červeným proužkem. Svým barevným provedením tak odpovídá barvám vlajky obou vévodství.

## Fotogalerie

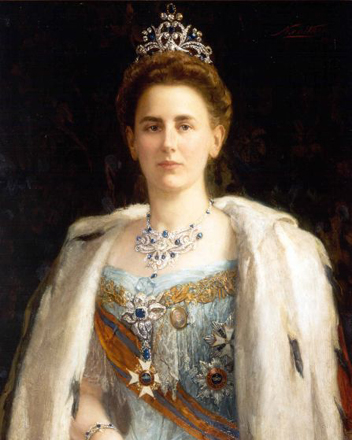
Portrét nizozemské královny Vilemíny s Domácím řádem vendické koruny
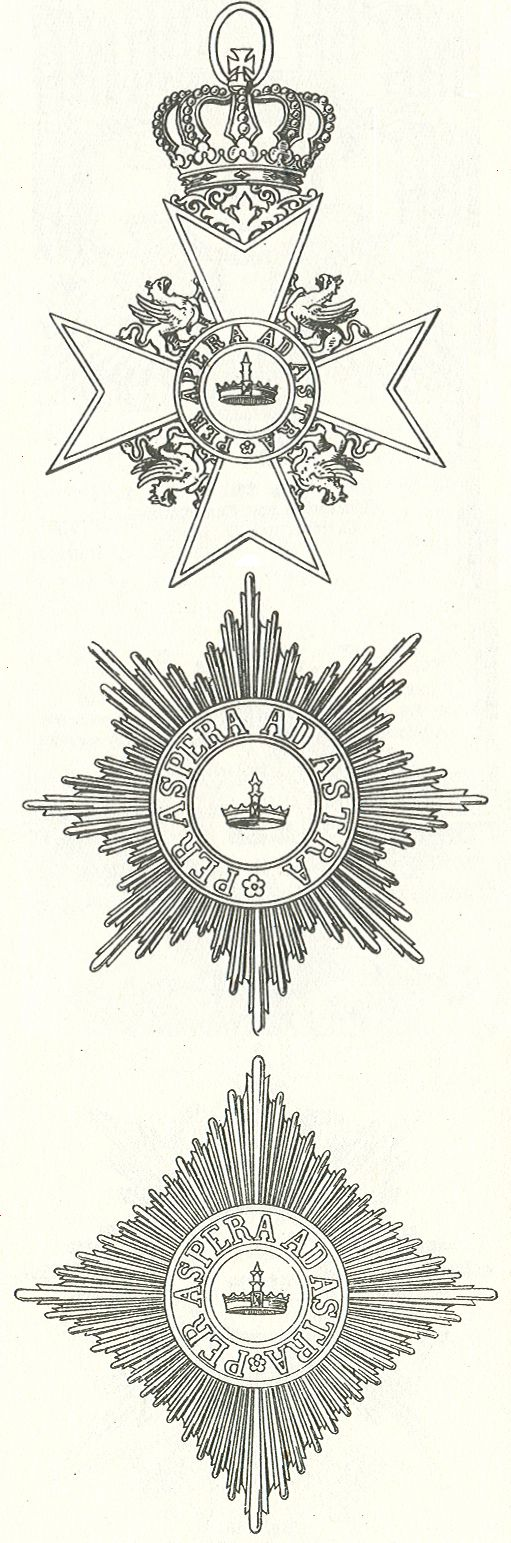
Řádový odznak, řádová hvězda třídy velkokříže a řádová hvězda třídy velkokomtura
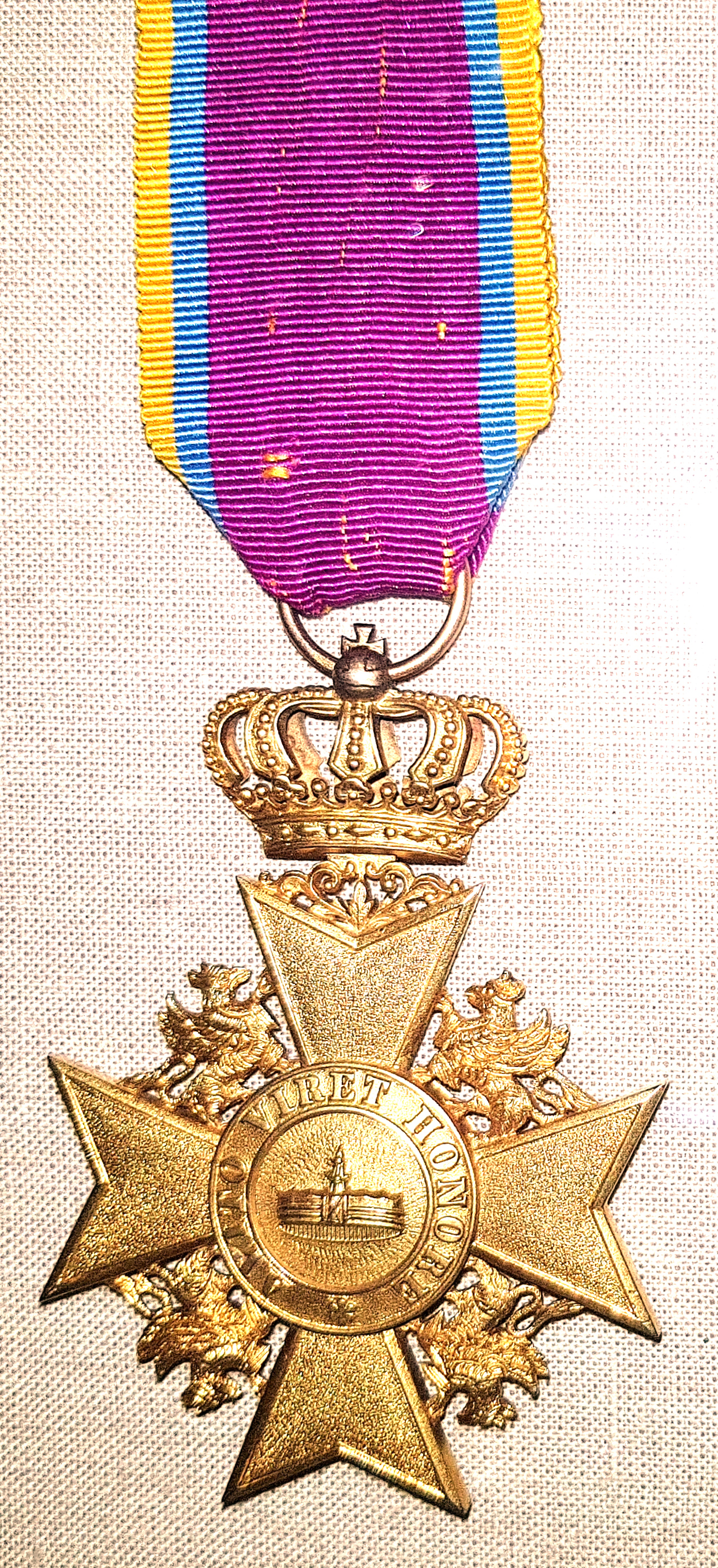
Zlatý záslužný kříž